# جويئف (المسيمير)

تعديل مصدري - تعديل

جويئف هي إحدى قرى عزلة المسيمير بمديرية المسيمير التابعة لمحافظة لحج، بلغ تعداد سكانها 64 نسمة حسب تعداد اليمن لعام 2004.